# 762 Пулкова
762 Пулкова (762 Pulcova) — астероїд головного поясу, відкритий 3 вересня 1913 року.
Тіссеранів параметр щодо Юпітера — 3,158.